# Associação Brasileira de Educação Médica
A Associação Brasileira de Educação Médica (ABEM) é uma entidade privada sem fins lucrativos formada por professores, estudantes, gestores e profissionais da saúde dedicados à qualificação do ensino médico no Brasil. Fundada em 1962, inicialmente como "Associação de Escolas Médicas do Brasil" (AEMB), teve seu nome alterado para "Associação Brasileira de Escolas Médicas" e, finalmente, em 1975, adotou a denominação atual.
A associação testemunhou e participou ativamente em momentos históricos, como as mudanças nas Leis de Diretrizes e Bases da Educação Nacional (LDB), a Reforma Universitária de 1968, o Movimento da Reforma Sanitária Brasileira e a criação do Sistema Único de Saúde (SUS), além de acompanhar a evolução das Diretrizes Curriculares Nacionais (DCNs) para o curso de Medicina. Atualmente, é responsável pela organização do "Congresso Brasileiro de Educação Médica" (COBEM), o principal congresso da área no país, e pela edição da "Revista Brasileira de Educação Médica" (RBEM), periódico científico lançado em 1977.
Os médicos Zeferino Vaz, Oscar Versiani Caldeira, Liberato João Affonso Di Dio e Caio Benjamin Dias estão entre os fundadores da entidade, que já teve como associados: Carlos Cruz Lima, Luiz Augusto Facchini, William Saad Hossne e Gulnar Azevedo e Silva.